# Prins Imseong
Prins Imseong var den tredje sonen till kung Seong av Baekje. Efter att han far dödats i strid utvandrade han till Japan. Han var medlem i den mäkta Sogaklanen och är även känd för att ha spelat en nyckelroll i formandet av den tidiga japanska staten. Han stödde introduktionen av "koreansk buddhism" liksom andra Baekje-kulturella inslag i Japan.